# لارکه وینتر آندرسن
لارکه وینتر آندرسن (دانمارکی: Lærke Winther Andersen؛ زادهٔ ۲۳ سپتامبر ۱۹۷۵) بازیگر و صداپیشه اهل دانمارک است.
از فیلم‌ها یا برنامه‌های تلویزیونی که وی در آن نقش داشته‌است، می‌توان به میله، کوتاه و بلند و شعله و لیمو اشاره کرد.